# Manzariyeh
Manzarīyeh (farsi منظریه) è una città dello shahrestān di Shahreza, circoscrizione Centrale, nella Provincia di Esfahan. Aveva, nel 2006, una popolazione di 5.617 abitanti. 